# 蛍前線
『蛍前線』（ほたるぜんせん）は、2013年6月5日に発売された小林幸子のシングル。

## 概要
デビュー50周年記念曲で、表題曲・カップリング曲ともさだまさしの提供である。「蛍前線」は2013年5月11日に、神奈川県横浜市の横浜国際総合競技場で開催されたマラソンイベント「ローソン・エンタラン 6時間リレーマラソン」において初披露された。発売の翌日にはプロモーションビデオも公開された。

## 収録曲
- 両楽曲共に、作詞・作曲：さだまさし／編曲：渡辺俊幸

1. 蛍前線
2. おかあさんへ
3. 蛍前線（オリジナル・カラオケ）
4. おかあさんへ（オリジナル・カラオケ）